# Teodor de Tabenna
Teodor de Tabenna (en llatí: Theodorus Tabennensis, en grec antic: Θεόδωρος) (Latòpolis, Tebaida, 314 - Tabenna, 27 d'abril del 367) va ser un eclesiàstic grecoegipci, monjo al monestir de Tabenna. És venerat com a sant en totes les confessions cristianes.
Teodor havia nascut al si d'una família cristiana i rica. Sembla que el pare va morir quan era molt jove. Tenia dos germans més, Macari i Pafnuci que van ser, com ell, monjos al monestir de Tabenna. Teodor es va sentir atret per l'ascetisme des de molt jove (cap als tretze o catorze anys) i va rebre l'ensenyament del monjo Pacomi de Tabenna, fundador de les primeres comunitats cenobítiques. Més endavant Pacomi li va confiar l'ensenyament d'altres monjos i anava amb ell a visitar altres monestirs sorgits al recer de Tabenna.
Quan tenia trenta anys, Pacomi el va nomenar suplent en absència seva en la direcció del monestir de Tabenna, ja que ell marxava a la comunitat de Pbow; quan Pacomi va morir, va deixar com a successor al front de Tabenna un monjo anomenat Petroni, que va morir poc després i va ésser succeït per Orsisi. Aquest, en veure que no podia mantenir la disciplina, va cedir el seu lloc a Teodor, que es va convertir finalment en abat de Tabenna.
Va mantenir correspondència amb Atanasi. Va morir el 27 d'abril del 367. És venerat com a sant per totes les confessions cristianes. La seva memòria és honorada el 27 d'abril en occident i el 16 de maig, l'endemà de la festa del seu mestre Pacomi, en les esglésies ortodoxes.